# Monastère des frères de la Vraie-Croix
Le monastère orthodoxe des frères de la Vraie-Croix est un complexe religieux ouvert en 1630. Il se trouve à Loutsk (ukrainien : Архітектурний комплекс Луцького братства). Appartenant à l'Église orthodoxe ukrainienne (patriarcat de Kiev) il se situe entre la place du Marché et la place Bratskiy Most. Outre le monastère de Saint-André il y a l'église de la Vraie-Croix.

## Historique
En 1919 Sigismond Vasa, roi de Pologne et grand duc de Lituanie autorisait une communauté à relever l'hôpital et église Saint-Lazare qui avaient été détruits par un incendie. La communauté est toujours active.

## En images

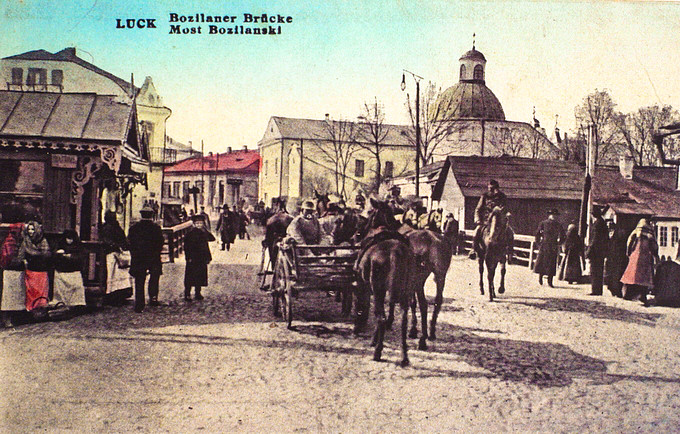
Vers 1910,
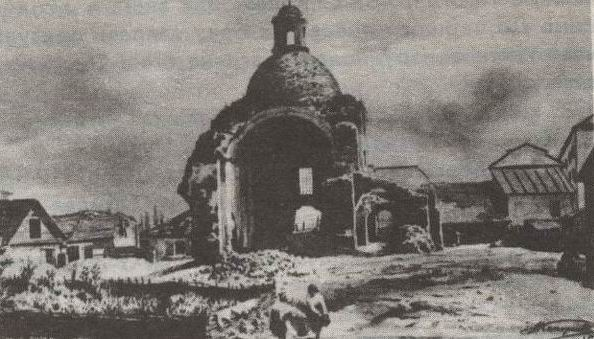
et 1879.
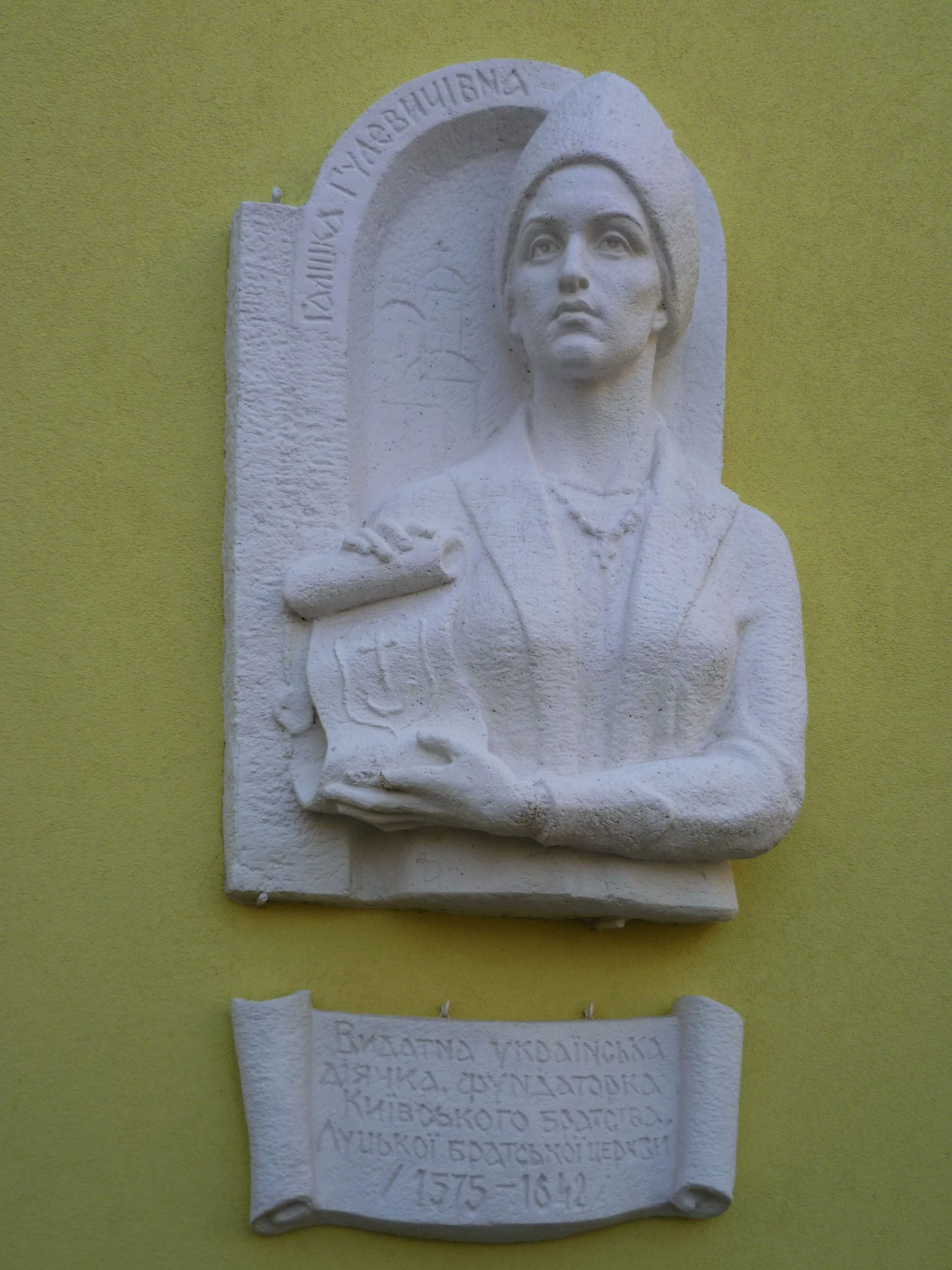
Plaque en hommage à Galchka Goulevytchivna,
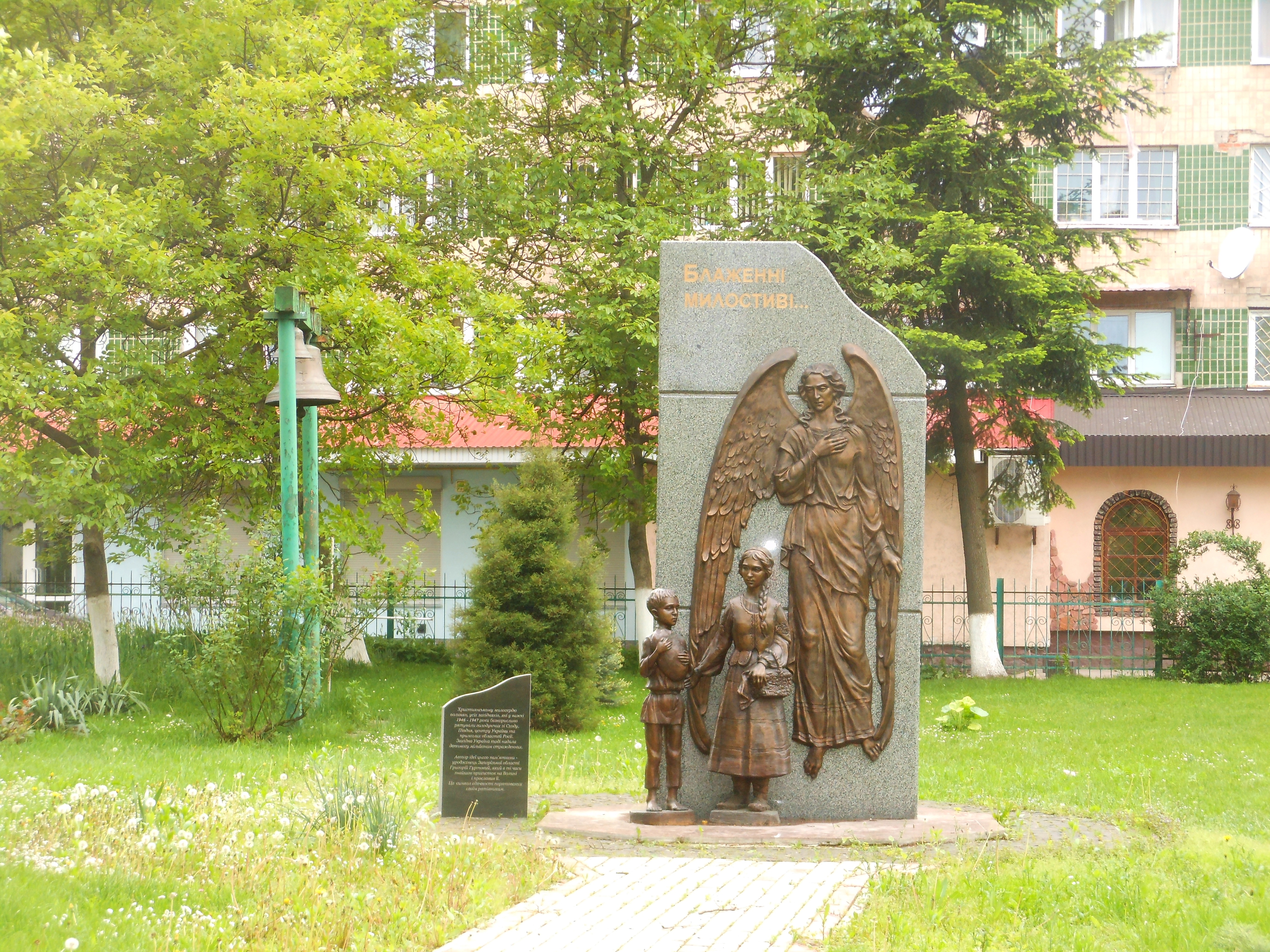
Monument à la miséricorde chrétienne des Volhyniens
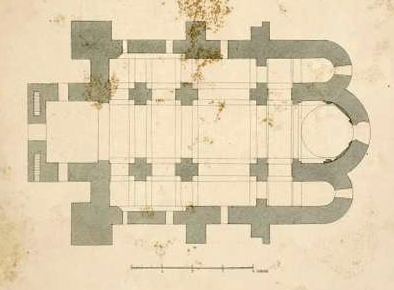
Plan de l'église
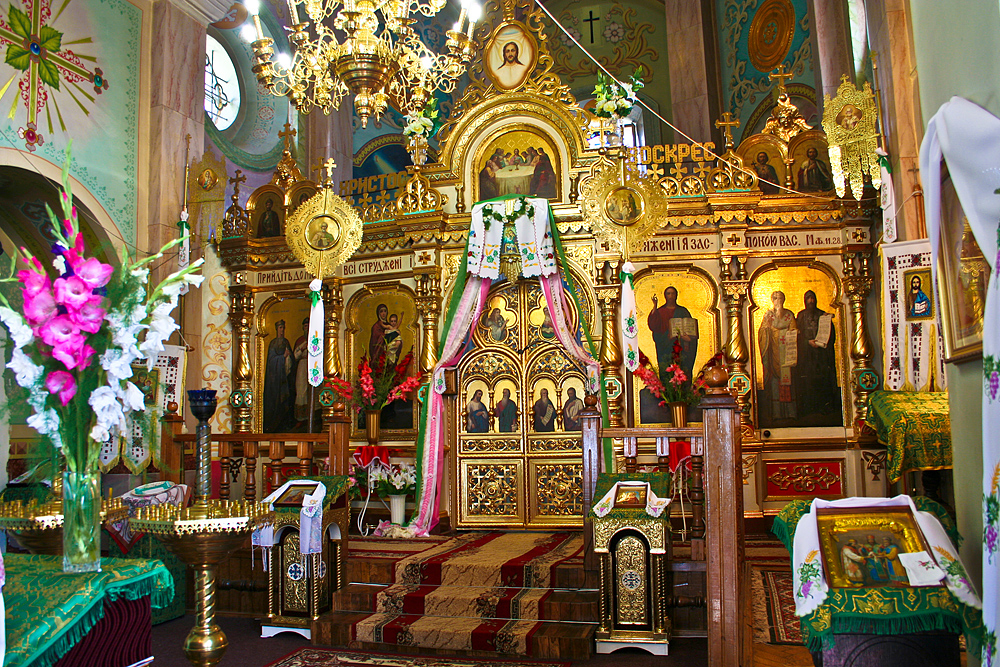
et son iconostase.